# Gewichtsklasse
Gewichtsklassen werden in einigen Kampfsportarten, beim Gewichtheben, beim Kraftdreikampf (Powerlifting) sowie im Rudern für die Einteilung der Sportler verwendet. Dadurch sollen Vorteile aufgrund eines höheren Körpergewichts ausgeglichen werden. Das bewusste Verringern des Körpergewichts vor einem Wettkampf, um eine niedrigere Gewichtsklasse zu erreichen, wird als Gewichtmachen bezeichnet.

## Boxen

### Gewichtsklassen im olympischen Boxen
In den letzten Jahrzehnten hat es im olympischen Boxen (früher: Amateurboxen) zahlreiche Änderungen der Gewichtsklassen gegeben. Im Jahr 2024 gibt es laut DBV und der IBA 13 Gewichtsklassen bei den Männern und 12 Gewichtsklassen bei den Frauen. Bei den Männern waren 2024 davon sieben Gewichtsklassen olympisch, bei den Frauen waren dies sechs Gewichtsklassen (in der Tabelle fett markiert). Das Papiergewicht ist eine Jugend-Gewichtsklasse der weiblichen und männlichen Schüler, Kadetten und Junioren und differiert je nach Altersklasse.
| Gewichtsklasse     | Männer und männliche Jugend (u19) | Frauen und weibliche Jugend |
| ------------------ | --------------------------------- | --------------------------- |
| Papiergewicht      | altersabhängig                    | altersabhängig              |
| Minimumgewicht     | –                                 | 45–48 kg                    |
| Halbfliegengewicht | 45–48 kg                          | bis 50 kg                   |
| Fliegengewicht     | bis 51 kg                         | bis 52 kg                   |
| Bantamgewicht      | bis 54 kg                         | bis 54 kg                   |
| Federgewicht       | bis 57 kg                         | bis 57 kg                   |
| Leichtgewicht      | bis 60 kg                         | bis 60 kg                   |
| Halbweltergewicht  | bis 63,5 kg                       | bis 63 kg                   |
| Weltergewicht      | bis 67 kg                         | bis 66 kg                   |
| Halbmittelgewicht  | bis 71 kg                         | bis 70 kg                   |
| Mittelgewicht      | bis 75 kg                         | bis 75 kg                   |
| Halbschwergewicht  | bis 80 kg                         | bis 81 kg                   |
| Cruisergewicht     | bis 86 kg                         | –                           |
| Schwergewicht      | bis 92 kg                         | über 81 kg                  |
| Superschwergewicht | über 92 kg                        | —                           |

### Gewichtsklassen im Profiboxen
Die Gewichtsklassen im Profiboxen werden von Organisation zu Organisation unterschiedlich benannt, die Limits sind aber gleich (IBF, WBA, WBC, WBO). Da es im Profiboxen keine Altersklassen gibt, wird lediglich nach dem Geschlecht differenziert. Weil der Boxsport aus England stammt, sind die Klassen bei den Profis nach englischen Pfund abgegrenzt.
| Klasse                                                        | Gewichtsobergrenze | Gewichtsobergrenze |
| Klasse                                                        | in kg              | in Pfund           |
| ------------------------------------------------------------- | ------------------ | ------------------ |
| Minifliegengewicht (WBA/IBF/WBO) Strohgewicht (WBC)           | 47,627 kg          | 105 lbs            |
| Leichtfliegengewicht (WBA/WBC) Juniorfliegengewicht (WBO/IBF) | 48,988 kg          | 108 lbs            |
| Fliegengewicht                                                | 50,802 kg          | 112 lbs            |
| Superfliegengewicht (WBA/WBC) Juniorbantamgewicht (WBO/IBF)   | 52,163 kg          | 115 lbs            |
| Bantamgewicht                                                 | 53,525 kg          | 118 lbs            |
| Superbantamgewicht (WBA/WBC) Juniorfedergewicht (WBO/IBF)     | 55,225 kg          | 122 lbs            |
| Federgewicht                                                  | 57,153 kg          | 126 lbs            |
| Superfedergewicht (WBA/WBC) Juniorleichtgewicht (WBO/IBF)     | 58,967 kg          | 130 lbs            |
| Leichtgewicht                                                 | 61,235 kg          | 135 lbs            |
| Superleichtgewicht (WBA/WBC) Juniorweltergewicht (WBO/IBF)    | 63,503 kg          | 140 lbs            |
| Weltergewicht                                                 | 66,678 kg          | 147 lbs            |
| Superweltergewicht (WBA/WBC) Juniormittelgewicht (WBO/IBF)    | 69,853 kg          | 154 lbs            |
| Mittelgewicht                                                 | 72,574 kg          | 160 lbs            |
| Supermittelgewicht                                            | 76,203 kg          | 168 lbs            |
| Halbschwergewicht                                             | 79,378 kg          | 175 lbs            |
| Cruisergewicht (WBA/WBC/IBF) Juniorschwergewicht (WBO)        | 90,718 kg          | 200 lbs            |
| Schwergewicht                                                 | > 90,718 kg        | 200+ lbs           |

| Klasse                                         | Gewichtsobergrenze | Gewichtsobergrenze |
| Klasse                                         | in kg              | in Pfund           |
| ---------------------------------------------- | ------------------ | ------------------ |
| Atomgewicht Juniorstrohgewicht                 | 46,266 kg          | 102 lbs            |
| Minimumgewicht Strohgewicht Minifliegengewicht | 47,627 kg          | 105 lbs            |
| Juniorfliegengewicht                           | 48,988 kg          | 108 lbs            |
| Fliegengewicht                                 | 50,802 kg          | 112 lbs            |
| Superfliegengewicht Juniorbantamgewicht        | 52,163 kg          | 115 lbs            |
| Bantamgewicht                                  | 53,525 kg          | 118 lbs            |
| Superbantamgewicht Juniorfedergewicht          | 55,225 kg          | 122 lbs            |
| Federgewicht                                   | 57,153 kg          | 126 lbs            |
| Superfedergewicht Juniorleichtgewicht          | 58,967 kg          | 130 lbs            |
| Leichtgewicht                                  | 61,235 kg          | 135 lbs            |
| Superleichtgewicht Juniorweltergewicht         | 63,503 kg          | 140 lbs            |
| Weltergewicht                                  | 66,678 kg          | 147 lbs            |
| Superweltergewicht Juniormittelgewicht         | 69,853 kg          | 154 lbs            |
| Mittelgewicht                                  | 72,574 kg          | 160 lbs            |
| Supermittelgewicht                             | 76,203 kg          | 168 lbs            |
| Halbschwergewicht                              | 79,378 kg          | 175 lbs            |
| Schwergewicht                                  | > 79,378 kg        | 175+ lbs           |

## Ringen
Beim Ringen wird seit 2017 in zehn Gewichtsklassen gerungen. Die Junioren (U-23 und U-20) ringen ebenfalls in den Gewichtsklassen der Erwachsenen.
| GWK | Männer Freistil | Männer gr.-röm. Stil | Frauen Freistil |
| --- | --------------- | -------------------- | --------------- |
| 1.  | –57 kg          | –55 kg               | –50 kg          |
| 2.  | –61 kg          | –60 kg               | –53 kg          |
| 3.  | –65 kg          | –63 kg               | –55 kg          |
| 4.  | –70 kg          | –67 kg               | –57 kg          |
| 5.  | –74 kg          | –72 kg               | –59 kg          |
| 6.  | –79 kg          | –77 kg               | –62 kg          |
| 7.  | –86 kg          | –82 kg               | –65 kg          |
| 8.  | –92 kg          | –87 kg               | –68 kg          |
| 9.  | –97 kg          | –97 kg               | –72 kg          |
| 10. | –125 kg         | –130 kg              | –76 kg          |

In diesen Disziplinen hat auch die höchste Gewichtsklasse ein oberes Limit.

## Judo
Offizielle Gewichtsklassen und Kampfzeit in Minuten (bis U18: DJB, ab U18: EJU):

### Jungen/Männer
| Jahrgänge    | Jahrgänge    | Gewichtsklassen in kg              | Gewichtsklassen in kg              | Gewichtsklassen in kg              | Gewichtsklassen in kg              | Gewichtsklassen in kg              | Gewichtsklassen in kg              | Gewichtsklassen in kg              | Gewichtsklassen in kg              | Gewichtsklassen in kg              | Gewichtsklassen in kg              | Gewichtsklassen in kg              | Gewichtsklassen in kg              | Gewichtsklassen in kg              | Gewichtsklassen in kg              | Gewichtsklassen in kg              | Zeit in Minuten |
| ------------ | ------------ | ---------------------------------- | ---------------------------------- | ---------------------------------- | ---------------------------------- | ---------------------------------- | ---------------------------------- | ---------------------------------- | ---------------------------------- | ---------------------------------- | ---------------------------------- | ---------------------------------- | ---------------------------------- | ---------------------------------- | ---------------------------------- | ---------------------------------- | --------------- |
| U13          | 8–11         | Einteilung in gewichtsnahe Gruppen | Einteilung in gewichtsnahe Gruppen | Einteilung in gewichtsnahe Gruppen | Einteilung in gewichtsnahe Gruppen | Einteilung in gewichtsnahe Gruppen | Einteilung in gewichtsnahe Gruppen | Einteilung in gewichtsnahe Gruppen | Einteilung in gewichtsnahe Gruppen | Einteilung in gewichtsnahe Gruppen | Einteilung in gewichtsnahe Gruppen | Einteilung in gewichtsnahe Gruppen | Einteilung in gewichtsnahe Gruppen | Einteilung in gewichtsnahe Gruppen | Einteilung in gewichtsnahe Gruppen | Einteilung in gewichtsnahe Gruppen | 2               |
| U15          | 12–14        | 34                                 | 37                                 | 40                                 | 43                                 | 46                                 | 50                                 | 55                                 | 60                                 | 66                                 | 66+                                |                                    |                                    |                                    |                                    |                                    | 3               |
| Mannschaft   | Mannschaft   | 28–34                              | 28–34                              | 37                                 | 40                                 | 43                                 | 46                                 | 50                                 | 55+                                |                                    |                                    |                                    |                                    |                                    |                                    |                                    | 3               |
| U18          | 15–17        |                                    |                                    |                                    |                                    | 43                                 | 46                                 | 50                                 | 55                                 | 60                                 | 66                                 | 73                                 | 81                                 | 90                                 | +90                                |                                    | 4               |
| Mannschaft   | Mannschaft   |                                    |                                    |                                    |                                    | 40–46                              | 40–46                              | 50                                 | 55                                 | 60                                 | 66                                 | 73                                 | +73                                |                                    |                                    |                                    | 4               |
| U21          | 18–20        |                                    |                                    |                                    |                                    |                                    |                                    |                                    | 55                                 | 60                                 | 66                                 | 73                                 | 81                                 | 90                                 | 100                                | +100                               | 4               |
| Männer ab 17 | Männer ab 17 |                                    |                                    |                                    |                                    |                                    |                                    |                                    |                                    | 60                                 | 66                                 | 73                                 | 81                                 | 90                                 | 100                                | +100                               | 4               |

### Mädchen/Frauen
| Jahrgänge    | Jahrgänge    | Gewichtsklassen in kg                  | Gewichtsklassen in kg                  | Gewichtsklassen in kg                  | Gewichtsklassen in kg                  | Gewichtsklassen in kg                  | Gewichtsklassen in kg                  | Gewichtsklassen in kg                  | Gewichtsklassen in kg                  | Gewichtsklassen in kg                  | Gewichtsklassen in kg                  | Gewichtsklassen in kg                  | Gewichtsklassen in kg                  | Zeit in Minuten |
| ------------ | ------------ | -------------------------------------- | -------------------------------------- | -------------------------------------- | -------------------------------------- | -------------------------------------- | -------------------------------------- | -------------------------------------- | -------------------------------------- | -------------------------------------- | -------------------------------------- | -------------------------------------- | -------------------------------------- | --------------- |
| U12          | 8–11         | Einteilung in gewichtsnahe Gruppen (?) | Einteilung in gewichtsnahe Gruppen (?) | Einteilung in gewichtsnahe Gruppen (?) | Einteilung in gewichtsnahe Gruppen (?) | Einteilung in gewichtsnahe Gruppen (?) | Einteilung in gewichtsnahe Gruppen (?) | Einteilung in gewichtsnahe Gruppen (?) | Einteilung in gewichtsnahe Gruppen (?) | Einteilung in gewichtsnahe Gruppen (?) | Einteilung in gewichtsnahe Gruppen (?) | Einteilung in gewichtsnahe Gruppen (?) | Einteilung in gewichtsnahe Gruppen (?) | 2               |
| U15          | 11–14        | 30                                     | 33                                     | 36                                     | 40                                     | 44                                     | 48                                     | 52                                     | 57                                     | 63                                     | 63+                                    |                                        |                                        | 3               |
| Mannschaft   | Mannschaft   | 28–33                                  | 28–33                                  | 36                                     | 40                                     | 44                                     | 48                                     | 52                                     | 57                                     | 57+                                    |                                        |                                        |                                        | 3               |
| U18          | 15–17        |                                        |                                        |                                        | 40                                     | 44                                     | 48                                     | 52                                     | 57                                     | 63                                     | 70                                     | 78                                     | +78                                    | 4               |
| Mannschaft   | Mannschaft   |                                        |                                        |                                        | 36–44                                  | 36–44                                  | 48                                     | 52                                     | 57                                     | 63                                     | 70                                     | +70                                    |                                        | 4               |
| U21          | 18–20        |                                        |                                        |                                        |                                        | 44                                     | 48                                     | 52                                     | 57                                     | 63                                     | 70                                     | 78                                     | +78                                    | 4               |
| Frauen ab 17 | Frauen ab 17 |                                        |                                        |                                        |                                        |                                        | 48                                     | 52                                     | 57                                     | 63                                     | 70                                     | 78                                     | +78                                    | 4               |

## Karate
Bei Karatemeisterschaften gibt es zwei Disziplinen, die Disziplin Kumite (Freikampf) und die Disziplin Kata. Beim Kumite (Freikampf) wurde bis 1971 ohne Gewichtsklassen gekämpft, ab 1972 in drei Gewichtsklassen und in einer offenen Klasse ohne Gewichtsbeschränkung, genannt Allkategorie, bis 2007 in sechs Gewichtsklassen und Allkategorie, ab 2008 nur noch in fünf Gewichtsklassen und keiner Allkategorie mehr. Meisterschaften in der Disziplin Kata (Kampf gegen imaginäre Gegner, mit vielen unterschiedlichen, aber genau vorgeschriebenen Karate-Techniken, in verschiedene, aber genau vorgeschriebene Richtungen), wird ohne Unterteilungen in Größen oder Gewichtsklassen ausgeführt.
| Altersklassen   | Bezeichnung  | Alter        | Gewichtseinteilung Männlich     | Gewichtseinteilung Weiblich                        |
| --------------- | ------------ | ------------ | ------------------------------- | -------------------------------------------------- |
| Schüler         | U 14         | 11–13 Jahre  | –33, –38, –43, –48, –53, 53+ kg | –35, –40, –45, –50, 50+ kg                         |
| Jugend          | U 16         | 14–15 Jahre  | –45, –52, –57, –63, –70, 70+ kg | –47, –54, 54+ kg                                   |
| Junioren        | U 18         | 16–17 Jahre  | –55, –61, –68, –76, 76+ kg      | –48, –53, –59, 59+ kg                              |
| Leistungsklasse | ab 18        | ab 18 Jahren | –60, –67, –75, –84, 84+ kg      | –50, –55, –61, –68, 68+ kg                         |
| Masterklasse    | Ü 30         | 30–39 Jahre  | –80, 80+ kg                     | –60, 60+ kg                                        |
| Masterklasse    | Ü 40         | 40–49 Jahre  | –80, 80+ kg                     | –60, 60+ kg                                        |
| Masterklasse    | Ü 50         | 50–59 Jahre  | –80, 80+ kg                     | — (gibt es nicht)                                  |
| Leistungsklasse | ab 18 Jahren | ab 18 Jahren | Allkategorie, offene Klasse     | — (ohne Gewichtsbeschränkung, gab es nur bis 2007) |

Bei den Kumite-Mannschaftskämpfen gibt es keine Gewichtsklassen.

## Gewichtheben
Aktuell (Stand: November 2019) gelten folgende Gewichtsklassen im Gewichtheben für Senioren. Für andere Altersklassen kann es national abweichende Gewichtsklassen geben. Die Benennung der Gewichtsklassen wurde 1977 offiziell aufgegeben; da sie aber weiterhin noch oft verwendet wird, sind hier die Begriffe den entsprechenden Klassen zugeordnet.
| Männer          | –55 kg         | –61 kg | –67 kg | –73 kg | –81 kg | –89 kg       | –96 kg         | –102 kg | –109 kg   | 109+ kg       |
| Name (bis 1977) | Fliegengewicht | Bantam | Feder  | Leicht | Mittel | Halb- schwer | Mittel- schwer | Schwer  | 2. Schwer | Super- schwer |

Da die Gewichtsklassen der Frauen erst eingeführt wurden, nachdem die Klassennamen abgeschafft wurden, werden hier die Klassengrenzen als Bezeichnung benutzt.
| Frauen | –45 kg | –49 kg | –55 kg | –59 kg | –64 kg | –71 kg | –76 kg | –81 kg | –87 kg | 87+ kg |

Um Leistungen zwischen verschiedenen Gewichtsklassen (und Altersklassen) vergleichen zu können, sind mehrere Verrechnungssysteme – z. B. nach Relativpunkten, nach Sinclair oder nach Sinclair-Malone-Meltzer (mit Berücksichtigung des Lebensalters) – entwickelt worden.
Siehe auch: Relativwertung beim Gewichtheben

## Kraftdreikampf
Im Kraftdreikampf (Powerlifting) gelten nach den Vorgaben der führenden Verbände Europas und des Weltverbandes International Powerlifting Federation (IPF) seit 2021 folgende Gewichtsklassen:
| Gewichtsklasse | Männer  | Frauen |
| -------------- | ------- | ------ |
| 1.             | –53 kg  | –43 kg |
| 2.             | –59 kg  | –47 kg |
| 3.             | –66 kg  | –52 kg |
| 4.             | –74 kg  | –57 kg |
| 5.             | –83 kg  | –63 kg |
| 6.             | –93 kg  | –69 kg |
| 7.             | –105 kg | –76 kg |
| 8.             | –120 kg | –84 kg |
| 9.             | 120+ kg | 84+ kg |

Die Gewichtsklassen Frauen bis 43 kg und Männer bis 53 kg werden nur im Jugend- und Juniorenbereich gewertet.
Der Kraftdreikampf gehört zum Programm der World Games, hat dort jedoch andere Gewichtsklassen, die einen größeren Gewichtsbereich überdecken.
Um Leistungen zwischen verschiedenen Gewichtsklassen vergleichen zu können, ist das Verrechnungssystem der sogenannten Wilks-Punkte entwickelt worden.

## MMA und Freefight
Die Aufteilung der männlichen Freefightkämpfer in den USA, Japan und Europa nach ihrem persönlichen Gewicht diente zu Beginn der Veranstaltungsreihen lediglich der Theorie und zum Austragen von Titelkämpfen bei Mixed-Martial-Arts-Veranstaltungen von Organisationen wie UFC, Pride FC, Cage Rage oder K-1. Es war früher nicht unüblich, dass bei MMA-Kämpfen auch Schwergewichte gegen Leichtgewichte antraten. Beispielsweise fand bei Premium Dynamite 2003 der Organisation K-1 ein Kampf zwischen dem Japaner Genki Sudo und dem Amerikaner Eric Esch statt; zwischen den beiden bestand ein Gewichtsunterschied von mehr als 110 kg. Heute sind alle Kämpfe der großen Veranstalter in Gewichtsklassen unterteilt.
Die Unified Rules, nach denen sich die großen MMA-Organisationen richten, kennen 14 Gewichtsklassen:
| Klasse             | in Pfund | in kg     |
| ------------------ | -------- | --------- |
| Strohgewicht       | 115 lbs  | 52,2 kg   |
| Fliegengewicht     | 125 lbs  | 56,7 kg   |
| Bantamgewicht      | 135 lbs  | 61,2 kg   |
| Federgewicht       | 145 lbs  | 65,8 kg   |
| Leichtgewicht      | 155 lbs  | 70,3 kg   |
| Superleichtgewicht | 165 lbs  | 74,8 kg   |
| Weltergewicht      | 170 lbs  | 77,1 kg   |
| Superweltergewicht | 175 lbs  | 79,4 kg   |
| Mittelgewicht      | 185 lbs  | 83,9 kg   |
| Supermittelgewicht | 195 lbs  | 88,5 kg   |
| Halbschwergewicht  | 205 lbs  | 93,0 kg   |
| Cruisergewicht     | 225 lbs  | 102,1 kg  |
| Schwergewicht      | 265 lbs  | 120,2 kg  |
| Superschwergewicht | >265 lbs | >120,2 kg |

## Taekwondo
Die acht bzw. zehn Gewichtsklassen für Männer und Frauen ab 18 Jahren sowie Junioren und Juniorinnen von 14 bis 17 Jahren bei Taekwondo-Wettkämpfen der Deutschen Taekwondo Union (DTU) entsprechen auch den Regeln des Weltverbandes World Taekwondo (WT) und der Europäischen Taekwondo Union (ETU). Insgesamt gibt es bei der DTU sechs Altersklassen, wobei für Kinder und Jugendliche ab acht Jahren vergleichbare Einteilungen in leichtere Gewichtsklassen existieren. Bei den Olympischen Spielen wird allerdings nur in vier Gewichtsklassen gekämpft (Männer bis 58 kg, 68 kg, 80 kg, über 80 kg, Frauen bis 49 kg, 57 kg, 67 kg, über 67 kg).
| Gewichtsklasse    | Männer | Frauen | Junioren | Juniorinnen |
| ----------------- | ------ | ------ | -------- | ----------- |
| Nadelgewicht      | –54 kg | –47 kg | –45 kg   | –42 kg      |
| Fliegengewicht    | –58 kg | –51 kg | –48 kg   | –44 kg      |
| Bantamgewicht     | –62 kg | –55 kg | –51 kg   | –46 kg      |
| Federgewicht      | –67 kg | –59 kg | –55 kg   | –49 kg      |
| Leichtgewicht     | –72 kg | –63 kg | –59 kg   | –52 kg      |
| Weltergewicht     | –78 kg | –67 kg | –63 kg   | –55 kg      |
| Halbmittelgewicht | —      | —      | –68 kg   | –59 kg      |
| Mittelgewicht     | –84 kg | –72 kg | –73 kg   | –63 kg      |
| Halbschwergewicht | —      | —      | –78 kg   | –68 kg      |
| Schwergewicht     | 84+ kg | 72+ kg | 78+ kg   | 68+ kg      |

## Rudern
Beim Rudern gibt es neben der allgemeinen, gewichtsoffenen Klasse nur eine weitere, die Leichtgewichtsklasse, bei der das Gewicht jedes einzelnen Ruderers, aber auch der gesamten Mannschaft (im Fall von 2er-, 4er- und 8er-Booten) beschränkt sind. Diese Limits sind noch altersklassen- und teilweise geschlechtsabhängig und liegen von 45 bis 72,5 kg. Steuermänner/-frauen müssen jedoch mindestens 55 bzw. 50 kg wiegen.
Boote mit doppelt so vielen Ruderern sind nach Theorie und Praxis durch höhere Effizienz jeweils um etwa 8 % schneller. Ein Achter ist demnach um rund ein Viertel schneller als ein Einer. Modellhafte physikalisch-theoretische Überlegungen schreiben größerem Körpergewicht des Ruderers nur bei anaerober Belastung einen gewissen Geschwindigkeitsvorteil zu – doppeltes Körpergewicht liefert demnach 8 % mehr Bootgeschwindigkeit. Bei aerober Leistung sollen schwere und leichte Ruderer jedoch gleich schnell fahren. Das liegt daran, dass Stoffwechselvorgänge im Körper nur mit der Fläche, also nur mit der 2/3-Potenz des Körpergewichts wachsen und schwerere Ruderer das Boot tiefer ins Wasser drücken und daher mehr Strömungswiderstand überwinden müssen.
Das Gewichtmachen, also gezieltes Erreichen des Leichtgewichtslimits von oben kommend ist reglementiert, birgt Gesundheitsrisiken (z. B. durch Dehydratation, Osteoporose), weshalb in einigen Ländern kein Leichtgewichtsrudern für Junioren mehr stattfindet.

## Abkürzungen
Es werden oft diese Abkürzungen verwendet:
- Gew.-Kl. = Gewichtsklasse
- Fg = Federgewicht
- Lg = Leichtgewicht
- Mg = Mittelgewicht
- Hsg = Halbschwergewicht
- Sg = Schwergewicht
- Ssg = Superschwergewicht